# Michael Kraland
Michael Kraland (1950) is een Nederlands columnist en ondernemer.
Kraland geniet bekendheid op het gebied van de beurswereld en zijn specialisatie hedge funds. Hij heeft tussen 1991 en 2006 columns geschreven voor het blad Quote. In 1998 was hij medeoprichter en aandeelhouder van de Nederlandse beleggingswebsite IEX.nl. Hij vertrok daar in 2005 om vervolgens zijn eigen website Inveztor op te richten, onder meer in samenwerking met het Financieele Dagblad.
Kraland is adviseur van vermogensbeheerders en hedge funds. Kraland studeerde politicologie en heeft een MBA aan het prestigieuze Franse instituut Insead.